# Marcela Mella
Marcela Alejandra Mella Ortiz (Vallenar, 30 de octubre de 1968) es una activista por los derechos del agua, dirigente social y política chilena. Entre marzo y octubre de 2022 se desempeñó como Delegada Presidencial Provincial de Cordillera bajo el gobierno de Gabriel Boric.

## Biografía
Hija de Edgardo Mella Lagos y la profesora Teresa Ortiz Carvallo, militantes del Partido Socialista de Chile, nace en la ciudad de Vallenar el 30 de octubre de 1968. Vive su infancia en Vallenar, en la década de 1980 sus padres se divorcian. 
Tras el Golpe de Estado de 1973 su madre es detenida y torturada por los agentes del ejército chileno, quien, siendo puesta en libertad se encarga de la organización del Partido Socialista en la Región de Atacama. En 1990, tras el regreso a la democracia en Chile, Mella se traslada a Santiago junto a su hermana y madre, por razones de trabajo de esta última. Años después llegaría a San José de Maipo, donde se reencuentra con la naturaleza.

## Carrera política

### Militante socialista
Tras el fin de la dictadura militar, ingresa a la Juventud Socialista (JS) donde llegó a ocupar diversos cargos directivos. Más tarde se integra al Partido Socialista (PS), pero renunciaría a este en los 2000, debido al nulo compromiso de autoridades socialistas; como el en ese entonces diputado, Osvaldo Andrade; en las causas ecológicas como No Alto Maipo.

### Activismo
Tras su renuncia al PS se integra a la Coordinadora Ciudadana No Alto Maipo, transformándose en su vocera entre 2012 y 2022. Se presenta como candidata independiente a concejala de San José de Maipo en la lista El Cambio por Ti. No resultando electa, obtiene el 2,30% de los votos.
En 2015 inicia su activismo internacional, participando con diversas Organizaciones No Gubernamentales (ONG) inglesas, en temas relacionados con los derechos del agua, llegando a realizar charlas en las Universidades de Londres y Cambridge. En 2019 es invitada por la ONG Catapa para desarrollar un charlas informativas sobre conflictos ambientales y acceso al agua como derecho humano fundamental, lo que la llevó a visitar diversas universidades belgas y polacas.
El 2020, durante la COP25, encabezó la Marcha por la Emergencia Climática y, además, sostuvo reuniones con los Relatores Especiales para el Derecho Humano al Agua y el Saneamiento. El mismo año Mella se integra al Movimiento Unir (UNIR), expuso en el Comité de Derechos Económicos, Sociales y Culturales de la ONU, logrando que la denuncia contra Alto Maipo fuera acogida y se hiciera parte del examen periódico universal que Chile debe responder ante la ONU. Durante el año 2021 viajó a la ciudad de París, lugar en que se reunió con el Comité por la Recuperación del Agua Chile-Francia.
Se presenta como candidata en las elecciones de convencionales constituyentes de 2021 por el distrito N.°12, correspondiente a las comunas de La Florida, La Pintana, Pirque, Puente Alto y San José de Maipo. Obtiene 3.712 votos, correspondientes al 1% de los sufragios, sin resultar electa.

### Gobierno de Gabriel Boric
El 1 de marzo de 2022 es anunciada como Delegada Presidencial de la provincia de Cordillera por el presidente electo, Gabriel Boric. Asume el cargo el 11 del mismo mes, junto con el inicio formal de la administración del presidente Boric.
El 21 de octubre de 2022, tras incidentes registrados en la comuna de Puente Alto en el contexto de la conmemoración del Estallido social, se le solicita la renuncia a su cargo, dejando el puesto tras 7 meses de gestión.

## Historial electoral

### Elecciones municipales de 2012
- Elecciones municipales de 2012, para el concejo municipal de San José de Maipo
(Se consideran sólo candidatos con sobre el 2% de votos y candidatos electos como concejales.)

| Candidato                 | Pacto                          | Partido | Votos | %     | Resultado |
| ------------------------- | ------------------------------ | ------- | ----- | ----- | --------- |
| Eduardo Astorga Flores    | Coalición                      | RN      | 772   | 10,63 | Concejal  |
| Marco Quintanilla Pizarro | Concertación Democrática       | PS      | 706   | 9,72  | Concejal  |
| Andy Ortiz Apablaza       | Concertación Democrática       | ILF     | 631   | 8,69  | Concejal  |
| Andrés Venegas Véliz      | Por un Chile justo             | PRSD    | 487   | 6,70  | Concejal  |
| Virginia Ríos Mella       | Concertación Democrática       | PDC     | 468   | 6,44  |           |
| Carmen Larenas Whipple    | Coalición                      | RN      | 453   | 6,24  | Concejal  |
| Roberto Pérez Catalán     | Por un Chile justo             | PRSD    | 396   | 5,45  |           |
| Maite Birke Abaroa        | Regionalistas e Independientes | PRI     | 335   | 4,61  | Concejala |
| Leopoldo Cáceres Cubillos | Mas Humanos                    | MAS     | 335   | 4,61  |           |
| María Soto Pacheco        | Concertación Democrática       | PS      | 310   | 4,27  |           |
| Francisco Garrido Gárate  | Por un Chile justo             | PPD     | 202   | 2,78  |           |
| Héctor Canales Cerón      | Concertación Democrática       | PDC     | 195   | 2,68  |           |
| Marcela Mella Ortiz       | El Cambio por Ti               | ILC     | 167   | 2,30  |           |
| Osvaldo Abarzua Quezada   | Coalición                      | UDI     | 164   | 2,26  |           |
| Pedro Araya Álvarez       | Concertación Democrática       | ILF     | 156   | 2,15  |           |
| Hugo Varela Berg          | Coalición                      | ILH     | 145   | 2,00  |           |

### Elecciones de convencionales constituyentes de 2021
- Elecciones de convencionales constituyentes de 2021, para convencional constituyente por el distrito N.º 12 (La Florida, Puente Alto, Pirque, La Pintana y San José de Maipo).[6]

| Candidato                     | Pacto                                     | Partido | Votos  | %     | Resultado                  |
| ----------------------------- | ----------------------------------------- | ------- | ------ | ----- | -------------------------- |
| Benito Baranda Ferran         | Independientes por una Nueva Constitución | ILYV    | 47 217 | 12,69 | Convencional Constituyente |
| Beatriz Sánchez Muñoz         | Apruebo Dignidad                          | ILYQ    | 28 265 | 7,59  | Convencional Constituyente |
| Alondra Carrillo Vidal        | Voces Constituyentes                      | ILT     | 22 993 | 6,18  | Convencional Constituyente |
| Giovanna Grandón Caro         | La Lista del Pueblo Distrito 12           | ILYL    | 20 979 | 5,64  | Convencional Constituyente |
| Rafael Sotomayor Narbona      | La Lista del Pueblo Distrito 12           | ILYL    | 19 442 | 5,22  |                            |
| Macarena Venegas Tassara      | Vamos por Chile                           | ILXP    | 17 480 | 4,70  |                            |
| Bastián Bodenhöfer Alexander  | Apruebo Dignidad                          | ILYQ    | 16 078 | 4,32  |                            |
| María Luisa Cordero Velásquez | Vamos por Chile                           | ILXP    | 15 095 | 4,06  |                            |
| Manuel José Ossandón Lira     | Vamos por Chile                           | ILXP    | 13 845 | 3,72  | Convencional Constituyente |
| María Soledad Cisternas Reyes | Independientes por una Nueva Constitución | ILYV    | 12 761 | 3,43  |                            |
| Camila Cartes Cordero         | La Lista del Pueblo Distrito 12           | ILYL    | 12 490 | 3,36  |                            |
| Bárbara Figueroa Sandoval     | Apruebo Dignidad                          | PCCh    | 10 153 | 2,73  |                            |
| Bernardita Paul Ossandón      | Vamos por Chile                           | RN      | 9 298  | 2,50  |                            |
| Romanina Morales Baltra       | Lista del Apruebo                         | PS      | 4 663  | 1,25  |                            |
| Hernán Palma Pérez            | Partido Humanista                         | PH      | 4 215  | 1,13  |                            |
| Marcela Mella Ortiz           | Apruebo Dignidad                          | ILYQ    | 3 712  | 1,00  |                            |
| Juan José Martin Bravo        | Independientes por una Nueva Constitución | ILYV    | 2 709  | 0,73  | Convencional Constituyente |